# Bagneux (Altos do Sena)
Bagneux é uma comuna francesa na região administrativa da Ilha-de-França, no departamento de Hauts-de-Seine. Estende-se por uma área de 4,19 km². Em 2010 a comuna tinha 40 946 habitantes (densidade: 9 772,3 hab./km²).

## Toponímia
O nome da localidade é atestado nas formas Balneolum e Banniolum em 1118, Bannuex em 1417.
A origem do nome da comuna é latina, a palavra balneolae significando "pequenos banhos, pequenas casas de banhos".

## Demografia
| 1793 | 1800 | 1806 | 1821 | 1831 | 1836 | 1841  | 1846  | 1851  |
| ---- | ---- | ---- | ---- | ---- | ---- | ----- | ----- | ----- |
| 493  | 592  | 638  | 660  | 879  | 930  | 1 075 | 1 201 | 1 156 |

| 1856  | 1861  | 1866  | 1872  | 1876  | 1881  | 1886  | 1891  | 1896  |
| ----- | ----- | ----- | ----- | ----- | ----- | ----- | ----- | ----- |
| 1 289 | 1 358 | 1 712 | 1 459 | 1 509 | 1 509 | 1 500 | 1 580 | 1 742 |

| 1901  | 1906  | 1911  | 1921  | 1926  | 1931  | 1936   | 1946   | 1954   |
| ----- | ----- | ----- | ----- | ----- | ----- | ------ | ------ | ------ |
| 2 199 | 2 273 | 2 752 | 3 491 | 5 414 | 8 398 | 12 492 | 12 425 | 13 774 |

| 1962 | 1968   | 1975   | 1982   | 1990   | 1999   | - | - | - |
| --- | ------ | ------ | ------ | ------ | ------ | - | - | - |
| 38 044 | 42 006 | 40 674 | 40 385 | 36 364 | 37 252 | - | - | - |
| Para os censos de 1962 a 2006 a população legal corresponde à popolução sem duplicidades, segundo define o INSEE. |        |        |        |        |        |   |   |   |